# 浍滨街道
浍滨街道，是中华人民共和国山西省临汾市侯马市下辖的一个乡镇级行政单位。

## 行政区划
浍滨街道下辖以下地区：
浍滨街北社区、浍滨街南社区、一公司西社区、七所社区、一公司东社区、秦村北社区、三六零六社区和乔村北社区。